# Placusa despecta
Placusa despecta är en skalbaggsart som beskrevs av Wilhelm Ferdinand Erichson 1839. Placusa despecta ingår i släktet Placusa och familjen kortvingar. Inga underarter finns listade i Catalogue of Life.